# Citizens for a Sound Economy
Pour les articles homonymes, voir CSE.
Citizens for a Sound Economy (CSE), fondée en 1984 puis dissout vingt ans plus tard en 2004, est un groupe de défense d'intérêts politiques et économiques conservateurs des États-Unis. 

## Histoire

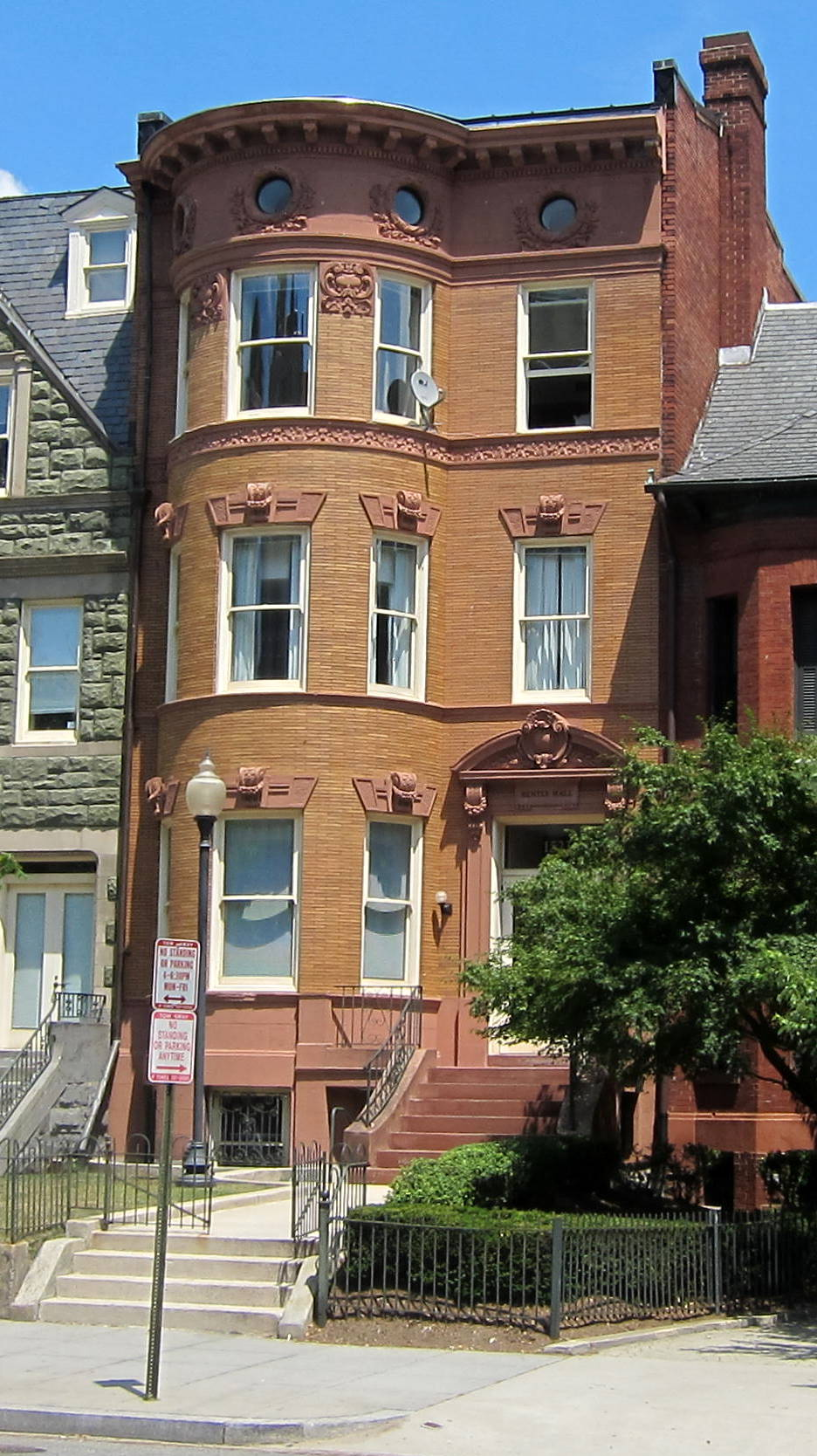
Siège de CSE à Washington

Ce groupe a été fondé et financé par les businessmen et philanthropes David H. Koch et Charles G. Koch, ainsi que par Richard Fink et Jay Humphreys. 
Entre 1986 et 1990, les fondations de la famille Koch participent à hauteur de 4,8 millions de dollars au développement du groupe politique. 
Ron Paul est l'un des premiers membres de l'organisation. 
En 2004, l'association se dissout pour former deux nouveaux groupes indépendants l'un de l'autre :
- Americans for Prosperity,
- FreedomWorks.

## Gouvernance
David H. Padden (homme d'affaires de Chicago), l'un des directeurs de CSE, a aussi été directeur de l’Acton Institute, de la Foundation for Economic Education du Center for Libertarian Studies. Il a aussi (en 1984) fondé l'Institut Heartland, un groupe de pression conservateur et libertarien très actif aux États-Unis,,,,.